# Never Gonna Give You Up
«Never Gonna Give You Up» (укр. Ніколи тебе не покину) — дебютний сингл Ріка Естлі, випущений 27 липня 1987 року в його дебютному альбомі Whenever You Need Somebody (1987). Став світовим хітом, зайнявши 1-е місце у Великій Британії в 1987 році. Утримував це місце протягом 5 тижнів, ставши найпопулярнішим синглом за кількістю продажів. Зрештою очолив чарти в 25 країнах, зокрема в США та Німеччині. Пісня отримала титул найкращого британського синглу на церемонії Brit Awards 1988 року.
Кліп на пісню став основою для інтернет-мема «Рікроллінг». В 2008 році Естлі отримав музичну премію MTV Europe Music Awards за найкращий номер з цією піснею в результаті колективного голосування тисяч людей в інтернеті. Ця пісня вважається фірмовою піснею Естлі, він часто виконує її на завершення своїх концертів.

## Музичний кліп
Кліп на пісню зняв режисер Саймон Вест. Зйомки відбувались в Лондоні, в основному в районі Герроу. 24 жовтня 2009 року кліп було завантажено на YouTube, 29 липня 2021 року набрав перший мільярд переглядів.

## Трек-ліст
7" single
1. "Never Gonna Give You Up" (7" Vocal Mix) – 3:32
2. "Never Gonna Give You Up" (Instrumental) – 3:30

12" maxi
1. "Never Gonna Give You Up" (Cake mix) – 5:46
2. "Never Gonna Give You Up" (Instrumental) – 6:19
3. "Never Gonna Give You Up" – 3:32
4. "Never Gonna Give You Up" (Escape to New York mix) – 7:01
5. "Never Gonna Give You Up" (Escape from Newton mix) – 6:23

12" maxi
1. "Never Gonna Give You Up" (Cake mix) – 5:48
2. "Never Gonna Give You Up" (Instrumental) – 6:21
3. "Never Gonna Give You Up" – 3:32

12" single
1. "Never Gonna Give You Up" (Escape from Newton mix) – 6:30
2. "Never Gonna Give You Up" (Escape to New York mix) – 7:00

## Чарти
| Чарт (1987–1988)                                           | Найвища позиція |
| ---------------------------------------------------------- | --------------- |
| Австралія (ARIA Charts)                                    | 1               |
| Австрія (Ö3 Austria Top 75)                                | 4               |
| Бельгія (Ultratop Flanders)                                | 1               |
| Канада (The Record)                                        | 1               |
| Canada Adult Contemporary (RPM)                            | 1               |
| Canada Top Singles (RPM)                                   | 1               |
| Данія                                                      | 1               |
| Фінляндія (Suomen virallinen lista)                        | 1               |
| Франція (SNEP)                                             | 6               |
| Ісландія (Íslenski Listinn Topp 10)                        | 2               |
| Ісландія (RÚV)                                             | 5               |
| Ірландія (IRMA)                                            | 2               |
| Італія (FIMI)                                              | 3               |
| Нідерланди (Dutch Top 40)                                  | 1               |
| Нідерланди (Mega Single Top 100)                           | 1               |
| Нова Зеландія (RIANZ)                                      | 1               |
| Норвегія (VG-lista)                                        | 1               |
| ПАР (Springbok Radio)                                      | 1               |
| Іспанія (AFYVE)                                            | 1               |
| Швеція (Sverigetopplistan)                                 | 1               |
| Швейцарія (Media Control AG)                               | 2               |
| Велика Британія (Official Charts Company)                  | 1               |
| США (Adult Contemporary) (Billboard)                       | 1               |
| США Billboard Hot 100                                      | 1               |
| США Cash Box Top 100                                       | 1               |
| США (Hot Dance Club Songs) (Billboard)                     | 1               |
| США Hot Dance Music/Maxi-Singles Sales (Billboard)         | 1               |
| Федеративна Республіка Німеччина (Чарти GfK Entertainment) | 1               |
| Зімбабве (ZIMA)                                            | 1               |

| Чарт (2008)                               | Найвища позиція |
| ----------------------------------------- | --------------- |
| Велика Британія (Official Charts Company) | 73              |

| Чарт (1987)                          | Позиція |
| ------------------------------------ | ------- |
| Belgium (Ultratop 50 Flanders)       | 7       |
| France (IFOP)                        | 39      |
| Germany (Media Control Charts)       | 14      |
| Italy (FIMI)                         | 13      |
| Netherlands (Dutch Top 40)           | 6       |
| Netherlands (Single Top 100)         | 5       |
| Switzerland (Schweizer Hitparade)    | 20      |
| UK Singles (Official Charts Company) | 1       |

| Чарт (1988)                     | Позиція |
| ------------------------------- | ------- |
| Australia (ARIA)                | 8       |
| South Africa (Springbok Radio)  | 1       |
| US Billboard Adult Contemporary | 8       |
| US Billboard Hot 100            | 4       |
| US Cash Box                     | 2       |

| Чарт                                 | Позиція |
| ------------------------------------ | ------- |
| UK Singles (Official Charts Company) | 169     |
| US Billboard Hot 100 (1958-2018)     | 449     |

## Сертифікації і продажі
| Регіон | Сертифікація  | Продажі   |
| --- | ------------- | --------- |
| Австралія (ARIA) | Золотий       | 35 000^   |
| Канада (Music Canada) | Золотий       | 50 000^   |
| Данія (IFPI Denmark) | Платиновий    | 90 000    |
| Франція (SNEP) | Срібний       | 250 000*  |
| Німеччина (BVMI) | Золотий       | 500 000^  |
| Італія (FIMI) | Золотий       | 35 000    |
| Нідерланди (NVPI) | Платиновий    | 100 000^  |
| Швеція (IFPI Sweden) | Золотий       | 25 000^   |
| Велика Британія (BPI) | Платиновий    | 1,000,000 |
| США (RIAA) | 5× Платиновий | 5 000 000 |
| *продажі, що базуються лише на сертифікаціях · ^відвантаження, що базуються лише на сертифікаціях · продажі+прослуховування, що базуються лише на сертифікаціях |               |           |

## Інтернет-мем
В 2007 році з'явився інтернет-мем «рікроллінг», коли один з користувачів ніби-то перезалив офіційний трейлер гри GTA IV на YouTube, але замість обіцяного розмістив за посиланням відеокліп до пісні «Never Gonna Give You Up». Суть мема полягає в наданні комусь посилання на відеокліп Ріка Естлі  з цією композицією. Людина, що розмістила посилання пропонує перейти по ньому для завантаження ігор, фотографій, текстів, відеозаписів і т.п.